# Далия, Келси
Келси Уоррелл Далия  (англ. Kelsi Worrell Dahlia, урождённая Уоррелл, род. 15 июля 1994, Вурхиз, Нью-Джерси) — американская пловчиха, пятикратная чемпионка мира в 50-метровых бассейнах и десятикратная чемпионка мира в 25-метровых бассейнах, чемпионка Олимпийский игр в комбинированной эстафете 4×100 метров. На чемпионате мира 2018 года Келси завоевала девять медалей, из которых семь золотых.  

## Биография
Келси Уоррелл родилась 15 июля 1994 в семье Боба и Эрики Уоррелл.в городке Вурхиз, штат Нью-Джерси. Детство и юность провела в городке Уэстэмптон (Нью-Джерси), где она занялась плаванием и выступала за Jersey Storm Swimming и Tarnsfield Swim Club. Училась в Rancocas Valley Regional High School в Маунт-Холли, которую окончила в 2012 году.  
После окончания школы поступила в Университет Луисвилля, который окончила в 2016 году.  

## Спортивная карьера
В 2014 году Келси Уоррелл заняла третье на чемпионате США в неолимпийском виде спорта и второе место в женском чемпионате NCAA по плаванию.
В 2015 году на Панамериканских играх в Торонто Келси выиграла золотую медаль на дистанции 100 метров баттерфляем. 
В 2015 году Келси Уоррелл стала чемпионкой США на дистанции 100 метров баттерфляем. В финале NCAA в марте 2015 года она побила рекорд 13-летней давности, установленный Натали Коглин и стала первой женщиной, преодолевшей дистанцию 100 метров баттерфляем менее чем за 50 секунд, показав время 49,81 секунды. В марте 2016 года она улучшила свой результат, показав время 49,43 секунды и установила новый рекорд США, NCAA и US Open.  

### Летние Олимпийские игры в 2016 году
На отборочных соревнованиях к Олимпийским играм в Рио стала первой на дистанции 100 метров баттерфляем, тем самым обеспечив себе место в олимпийской сборной команде США. В Рио-де-Жанейро Уоррелл не смогла пробиться в финал на дистанции 100 метров баттерфляем, проиграв в полуфинале. Она выиграла золотую медаль в комбинированной эстафете 4 × 100 метров.  

### Чемпионат мира по плаванию в 2017 году
В июле 2017 года на 17-м чемпионате мира по водным видам спорта в Будапеште (Венгрия) Кельси Уоррелл завоевала четыре золотых и одну бронзовую медаль. 

### Чемпионат мира по плаванию в 2018 году
На чемпионате мира по плаванию в 2018 года в декабре в Ханчжоу (Китай) Келси (выступала под фамилией Далия после замужества) завоевала на чемпионате рекордные девять медалей, семь из которых были золотыми, и опередила по количеству золотых медалей Калеба Дрессела, который завоевал девять медалей, шесть из которых были золотыми.

### Чемпионат мира по плаванию в 2019 году
Келси Далия выиграла одну золотую и две серебряные медали, выступая за сборную США на чемпионате мира по водным видам спорта в 2019 году. Далия победила в финале 4×100 метров баттерфляем, в котором США выиграла золото с мировым рекордом 3:50.40. Келси выиграла серебро в предварительном заплыве 4×100 метров в смешанном комплексном плавании и серебро в финале 4×100 метров вольным стилем, установив рекорд США со временем 3:31.02.

### Международная лига плавания
В декабре 2019 года Келси участвовала в чемпионате Международной лиги плавания, представляя команду Cali Condors, которая заняла третье место в финальном матче в Лас-Вегасе (штат Невада). Далия выиграла заплыв 100 метров баттерфляем в финале и обошла обладательницу мирового рекорда Сару Шёстрём во второй раз за сезон.

### Уход из спорта
В 2022 году Далия объявила об официальном уходе из спорта ипоступила на работу помощником тренера в команде по плаванию и прыжкам в воду Университета Нотр-Дам, разместив в Instagram сообщение с благодарностью за все, что плавание дало ей как личности как в бассейне, так и за его пределами.

## Личная жизнь
В 2017 году Келси вышла замуж за Тома Далия, с которым они вместе тренировались в университете Луисвилля. У нее 5 братьев и сестер: Джаррод, Кайл, Линди, Тейлор и Скайлар, которые также были и остаются пловцами, все выступали Tarnsfield Swim Club. Ее брат Кайл выступал за Louisville, а также прошел квалификацию и участвовал в Олимпийских играх 2021 года в США по плаванию.
В 2023 году у Келси и Тома родилась дочь.